# Federação das Indústrias do Estado do Acre
A Federação das Indústrias do Estado do Acre (FIEAC) é a entidade de representação das indústrias do estado do Acre. Sedia-se na cidade de Rio Branco.
O Sistema FIEAC é composto pelo SESI, SENAI, IEL e sindicatos patronais da indústria do Acre:
1. SINCEPAV - Sindicato da Indústria de Construção de Estradas, Pavimentação e Obras de Terraplenagem do Estado do Acre
2. SINCON - Sindicato da Indústria de Confecções e Correlatas do Estado do Acre
3. SINDIGRAF - Sindicato das Indústrias Gráficas do Estado do Acre
4. SINDMINERAL - Sindicato da Indústria de Areia, Argila e Laterita do Estado do Acre
5. SINDMOVEIS - Sindicato da Indústria de Móveis do Estado do Acre
6. SINDOAC - Sindicato da Indústria de Olaria do Estado do Acre
7. SINDPAN - Sindicato da Indústria de Panificação e Confeitaria do Estado do Acre
8. SINDUSCON - Sindicato da Indústria de Construção Civil do Estado do Acre
9. SINDUSMAD - Sindicato da Indústria de Serrarias, Carpintarias, Tonoarias, Madeiras Compensadas e Laminadas, Aglomerados e Chapas de Fibras de Madeiras do Estado do Acre
10. SINPAL - Sindicato da Indústria de Produtos Alimentares do Estado do Acre

Em 2016 faleceu o empresário Carlos Sasai, ex-presidente a FIEAC, e por conta disso a entidade declarou luto oficial.
Em 2017 a federação anunciou um programa paralelo para legalizar o transporte de madeira.